# Новое благочестие
Но́вое благоче́стие (лат. Devotio moderna) — движение в католицизме за религиозную реформу, призывающее к апостольскому обновлению через повторное открытие подлинных благочестивых практик, таких как смирение, послушание и простота жизни. Началось в конце XIV века, в основном благодаря Герхарду Грооте, и процветало в Нидерландах и Германии в XV веке, но закончилось с протестантской реформацией. Сегодня оно наиболее известна благодаря своему влиянию на Фому Кемпийского, автора «Подражания Христу», книги, оказавшей большое влияние на протяжении веков.
Немало идей «нового благочестия» со временем было заимствовано Реформацией и католическим посттридентским обновлением. Движение стало также духовным стержнем «нового искусства» (лат. «ars nova») — стиля в живописи, возникшего в 1420-е — 1430-е гг. на основе поздней готики, и ставшего основой Северного Возрождения.

## История
Истоки движения, вероятно, проистекают из конгрегации Виндесхайма, хотя до сих пор не удавалось установить точное происхождение движения. В целом, можно рассматривать это как результат широко распространенного недовольства Церковью (как с точки зрения структуры церкви, так и личной жизни духовенства) в Европе XIV века. Герт Гроот (1340—1384) был одним из многих, кто был крайне недоволен состоянием Церкви и тем, что он воспринимал как постепенную утрату монашеских традиций и отсутствие моральных ценностей среди духовенства. Он стремился заново открыть для себя некоторые благочестивые практики.
Новое благочестие началось как движение мирян; около 1374 года Грут превратил свой родительский дом в Девентере в общежитие для бедных женщин, которые хотели служить Богу. Несмотря на сходство с домами бегинок, это общежитие и более поздние общины, которые стали называться «Сёстрами общей жизни», были более свободными по структуре, чем бегинки, и не имели частной собственности. Женщины, жившие в этих домах, также оставались под юрисдикцией городских властей и приходских священников. Таким образом, их образ жизни находился где-то между обычным христианским существованием «в миру» и формированием церковно признанного религиозного ордена.
С этого момента возникло несколько различных свободных форм сообщества. С одной стороны, сформировались различные типы жизни для набожных женщин. Особенно с 1390-х годов под руководством Яна Бринкеринка, одного из первых новообращённых Гроте, Сёстры общей жизни распространились по Нидерландам и в Германию (в конечном итоге было основано около 25 домов в первой и около 60 домов во второй). Было также много домов (в основном маленьких и бедных), вдохновлённых движением, которые никогда официально не присоединялись к Сёстрам общей жизни и, возможно, в конечном итоге стали францисканцами третьего ордена или монахинями-августинцами.
Среди последователей мужского пола движение получило импульс после смерти Гроота в 1384 году благодаря Флоренсу Радевинсу, который стал священником по совету Гроота. Он собрал единомышленников-мирян и духовенство в домах общинного проживания, впоследствии известных как «Братья общей жизни», которых к началу XVI века насчитывалось 41. Большинство членов этих общин были священниками или кандидатами в священнослужители (клирики); несколько братьев-мирян, фамильяров, обычно выполняли черную работу по приготовлению пищи, уборке и пошиву одежды. Эти общины не принимали обетов, но вели суровую жизнь, состоящую из покаяния, молитвы, духовного чтения и работы, чаще всего копирования рукописей. Кроме того, Братья оказывали пастырскую заботу и духовные советы домам-сестрам, и по крайней мере некоторые из братьев занимались проповедью.
Проповедь Грооте о реформе была также направлена на священнослужителей, некоторые из которых присоединились к Братству. Однако, кроме того, под руководством Радевинса в 1387 году некоторые члены дома в Девентере основали новую общину в Виндесхайме, недалеко от Зволле, и приняли обычай и правило святого Августина. Несмотря на то, что новая община вела уединённую жизнь по обетам, она сохранила многие практики и духовные ценности учения Грооте и Радевинса. С 1395 года вокруг Виндесхайма был создан монашеский союз; эта новая конфедерация быстро росла, и к ней присоединились как более старые августинские общины (включая, как известно, Грунендаль в 1413 году), так и новые, а иногда и обращение некоторых домов братьев в эту новую форму религиозной жизни. К концу XV века в капитуле Виндесхайм насчитывалось почти 100 домов (84 из них мужские).
Время от времени движение сталкивалось с оппозицией со стороны духовенства и мирян, как в первые годы своего существования под руководством Грооте, так и при более позднем расширении при Радевинсе. Во многом это подозрение было похоже на то, что было направлено на другие новые формы религиозного поклонения, разработанные в тот период, такие как движения бегинок и бегардов. Кроме того, сильное сходство повседневной жизни братьев с монашеской вызвало обвинения со стороны нищенствующих орденов в том, что братья и сестры Общей жизни основали новый нищенствующий орден в нарушение запрета Четвёртого Латеранского собора на новые ордена в 1215 году и без принятия обетов. Однако простота и преданность «Нового благочестия», по-видимому, ослабили силу многих из этих критических замечаний.
«Новое благочестие» было особенно заметно в городах Нидерландов в 14-м и 15-м веках. Однако, наряду с непосредственным воздействием, именно труды авторов, связанных с движением (которые чаще всего базировались в монастырях, связанных с Виндесхаймом), придали «Новому благочестию» более широкое европейское влияние в то время и его большое последующее влияние.
Вслед за протестантской реформацией институты нового благочестия быстро пришли в упадок. На протестантских территориях были распущены как братские дома, так и монастыри. Большинство домов Братьев, включая дома-основатели Девентера и Зволле, исчезли к 1600 году. В римско-католических районах некоторые братские дома и жилые дома общины Виндесхайм сохранились до тех пор, пока не пали жертвой секуляризации восемнадцатого и девятнадцатого веков.